# Isla Isabel (Mexiko)
Isla Isabel ist eine Insel im Pazifischen Ozean und liegt etwa 30 km vor der mexikanischen Küste. Sie wird als Teil des Municipio Santiago Ixcuintla (Bundesstaat Nayarit) aus verwaltet.

## Geschichte
Die Insel wurde 1836 durch Abel Aubert Dupetit-Thouars entdeckt.
Durch ein staatliches Dekret wurde die Insel 1980 zum Nationalpark erklärt, der von der Nationalen Autonomen Universität von Mexiko und dem Nationalen Institut für Ökologie verwaltet wird.

## Geographie
Die Insel ist 82,16 ha groß, der gesamte Nationalpark 194,17 ha.
Die Insel erreicht eine Höhe von 85 m im Cerro del Mirador im Westen der Insel. Es folgen Cerro de los Pelícanos und Monte de los Gatos im Osten, mit 75 bzw. 70 Metern. Monte Transverso (65 Meter) und Cerro del Faro (40 Meter) folgen im Süden.
Sie ist vulkanischen Ursprungs, Aschenkegel und Kraterreste prägen die Landschaft. Trotz ihrer geringen Größe gibt es auf der Insel einen fast kreisrunden Binnensee von etwa 200 m Durchmesser. Der buchtenreichen Küste sind zahlreiche Felsen vorgelagert, zwei besonders auffällige vor der Ostküste tragen den Namen Las Monas (Die Affen).

Die Vulkanite, die die Insel aufbauen, sind im Wesentlichen alkalische Basalte und Tephren, wie sie auch auf anderen mexikanischen Vulkaninseln vorkommen. Über das Alter des Vulkanite ist wenig bekannt. Die relativ frische Morphologie der Insel, wie z. B. ein rezent aussehender, unbewachsener Lavastrom im Nordwesten der Insel, und ein geochemischer Hinweis deuten auf eine Aktivität bis ins Holozän hin.
Bemerkenswert sind u. a. die großen Vorkommen verschiedener Vögel, wie dem Fregattvogel und verschiedene Arten der Tölpel. Teile der Insel sind mit Guano bedeckt. Um die Insel werden häufig Meeressäuger (Delfine, Bartenwale) beobachtet.

## Demographie
Auf der Insel gibt es keine offizielle Siedlung. Zeitweise leben Forscher, Fischer und Touristen auf der Insel.